# 2006年トリノオリンピックのスイス選手団
2006年トリノオリンピックのスイス選手団（2006ねんトリノオリンピックのスイスせんしゅだん）は、2006年2月10日から2月26日までイタリアのトリノで開催された2006年トリノオリンピックのスイス選手団、およびその競技結果。

## 概要
今大会は金メダル5個、銀メダル4個、銅メダル5個、合計14個のメダルを獲得した。
スケルトン女子では、マヤ・ペデルセンがオリンピックのスケルトン競技でスイス勢初の金メダルを獲得した。

## メダル
| メダル | 選手名                                                                                           | 競技                 | 種目                   |
| ------ | ------------------------------------------------------------------------------------------------ | -------------------- | ---------------------- |
| 金     | エベリネ・ルー                                                                                   | フリースタイルスキー | 女子エアリアル         |
| 金     | フィリップ・ショッホ                                                                             | スノーボード         | 男子パラレル大回転     |
| 金     | ターニャ・フリーデン                                                                             | スノーボード         | 女子スノーボードクロス |
| 金     | ダニエラ・ムリ                                                                                   | スノーボード         | 女子パラレル大回転     |
| 金     | マヤ・ペデルセン                                                                                 | スケルトン           | 女子                   |
| 銀     | マルティナ・シルト                                                                               | アルペンスキー       | 女子滑降               |
| 銀     | シモン・ショッホ                                                                                 | スノーボード         | 男子パラレル大回転     |
| 銀     | ステファン・ランビエール                                                                         | フィギュアスケート   | 男子シングル           |
| 銀     | ミリアム・オット ビニア・ベーリ スパエルティ・ヴァレリア ミシェル・モーザー マニュエラ・コルマン | カーリング           | 女子                   |
| 銅     | ブルーノ・ケルネン                                                                               | アルペンスキー       | 男子滑降               |
| 銅     | アンブロジ・ホフマン                                                                             | アルペンスキー       | 男子スーパー大回転     |
| 銅     | マルティン・アネン ベアト・ヘフティ                                                              | ボブスレー           | 男子2人乗り            |
| 銅     | マルティン・アネン トーマス・ランパルター ベアト・ヘフティ セドリック・グラン                    | ボブスレー           | 男子4人乗り            |
| 銅     | グレゴール・シュテーリ                                                                           | スケルトン           | 男子                   |